# Оберн (Кентукки)
Оберн (англ. Auburn) — город, расположенный в округе Логан, Кентукки, США. Население по переписи 2010 года составляет 1340 человека. Своё название получил в 1860-х в честь Оберна, штат Нью-Йорк.

## География
Оберн расположен на координатах 36°51′59″ с. ш. 86°43′01″ з. д. (36.866523, −86.716910). Согласно Бюро переписи населения США, город имеет площадь 4.6 км².

## Демография
По переписи 2000 года в Оберне проживает 1,444 человека, имеется 584 домохозяйства и 397 семей, проживающих в городе. Плотность населения 317.3 чел./км ². В городе 653 единицы жилья со средней плотностью 143.3 чел./км². Расовый состав состоит из 90,86 % белых, 6,86 % афроамериканцев, 0,14 % коренных американцев, 0,14 % азиатов, 2,01 % — две или более рас. Латиноамериканцев любой расы — 0,69 %.
В городе существует 584 домохозяйства, в которых 32,2 % семей имеют детей в возрасте до 18 лет, проживающих с ними, имеется 50,5 % супружеских пар, живущих вместе, 12,7 % женщин проживают без мужей, а 32,0 % не имеют семьи. 29,3 % всех домохозяйств состоят из отдельных лиц и 15,4 % являются одинокие люди в возрасте 65 лет и старше. Средний размер домохозяйства 2.36, средний размер семьи 2.88.
В городе проживает 23,6 % населения в возрасте до 18 лет, 8,0 % с 18 до 24 лет, 28,8 % с 25 до 44 лет, 19,7 % от 45 до 64 лет и 19,8 % от 65 лет и старше. Средний возраст составляет 38 лет. На каждые 100 женщин приходится 79.6 мужчин. На каждые 100 женщин в возрасте 18 лет и старше насчитывается 76.8 мужчин.
Средний доход на домохозяйство составляет $30,500, средний доход на семью $38,173. Мужчины имеют средний доход $28,365 против $20,000 у женщин. Доход на душу населения в городе равен $14,779. 11,3 % семей или 15,1 % населения живут за чертой бедности, в том числе 17,3 % из них моложе 18 лет и 18,9 % в возрасте 65 лет и старше.